# México (estado)
Pronunciação
O estado do México (Estado de México em espanhol) é um dos 32 estados do México. Localizado no centro do país, é o estado mais populoso, com 14.739.060 de habitantes, e sua capital é a cidade de Toluca. Leva o nome do país e da capital nacional, Cidade do México, e oficialmente se chama apenas México, segundo o artígo n.º 43 da Constituição Política dos Estados Unidos Mexicanos.
Se limita ao norte com os estados de Querétaro e Hidalgo, ao sul com Morelos e Guerrero; a oeste com Michoacán, a leste com Tlaxcala e Puebla, e rodeia a Cidade do México. Seu nome provém do náhuatl e significa "lugar no centro (ou no umbigo) da lua".